# Holos Oukraïny
Holos Oukraïny (ukrainien : Голос України ; russe : Голос Украины, Golos Oukraïny), litt. « Voix de l'Ukraine », est un quotidien ukrainien publié à Kiev. Une fois les lois publiées dans Holos Ukraïny, elles entrent officiellement en vigueur le lendemain.  

## Histoire et profil
Holos Ukraïny est la voix de presse officielle de la Verkhovna Rada (le parlement ukrainien), partiellement financée par l'État. Le journal a pour mandat de fournir à toutes les factions parlementaires des proportions égales régulières d'espace d'impression. Le journal est également l'une des publications dites officielles parmi les journaux et bulletins autorisés à publier la législation ukrainienne.
| Année | Exemplaires | Prix de l'abonnement |
| ----- | ----------- | -------------------- |
| 1994  | 302 937     |                      |
| 1995  | 517 444     | 198,000 UAK          |
| 1996  | 331 925     | 900,000 UAK          |
| 1997  | 277 688     | 24 UAH               |
| 1998  | 252 509     | 24 UAH               |
| 1999  | 204 694     | 24 UAH               |